# И. Марлин Кинг
Ина Марлин Кинг (енгл. Ina Marlene King) америчка је сценаристкиња, продуценткиња и редитељка. Позната је по раду на серији Слатке мале лажљивице (2010—2017).

## Приватни живот
Удата је за Шари Розентал с којом има два сина. Живи у Охају.

## Филмографија

### Телевизија
| Година     | Српски наслов                         | Изворни наслов | Потписана као | Потписана као | Потписана као         | Потписана као | Потписана као | Мрежа      | Напомене          |
| Година     | Српски наслов                         | Изворни наслов | сценаристкиња | редитељка     | извршна продуценткиња | ауторка       | шоуранерка    | Мрежа      | Напомене          |
| ---------- | ------------------------------------- | -------------- | ------------- | ------------- | --------------------- | ------------- | ------------- | ---------- | ----------------- |
| 1996.      | Кад би ови зидови могли да говоре     |                | Да            | Не            | Не                    | Не            | Не            |            | телевизијски филм |
| 1999.      |                                       |                | Да            | Не            | Не                    | Не            | Не            | —          | Непродати пилот   |
| 2010—2017. | Слатке мале лажљивице                 |                | Да            | Да            | Да                    | Да            | Да            |            | —                 |
| 2012.      | Слатке прљаве тајне                   |                | Не            | Не            | Да                    | Не            | Не            | веб-серија |                   |
| 2013—2014. | Рејвенсвуд                            |                | Да            | Не            | Да                    | Да            | Да            | —          |                   |
| 2017—2018. | Славна и заљубљена                    |                | Да            | Не            | Да                    | Да            | Да            | —          |                   |
| 2017.      |                                       |                | Да            | Не            | Да                    | Да            | Да            |            | Непродати пилот   |
| 2019.      | Слатке мале лажљивице: Перфекционисти |                | Да            | Не            | Да                    | Да            | Да            |            | —                 |
| 2022.      | Слатке мале лажљивице: Првобитни грех |                | Не            | Не            | Да                    | Не            | Не            |            | —                 |

### Филм
| 1995. | Некад и сад        |  | Да | Да |
| 1995. | Студијско путовање |  | Да | Не |
| 2006. | Само моја срећа    |  | Да | Не |

### Улоге
| Година | Српски наслов         | Изворни наслов | Улога             | Напомене                           |
| ------ | --------------------- | -------------- | ----------------- | ---------------------------------- |
| 2017.  | Слатке мале лажљивице |                | свадбени фотограф | епизода: „Док нас смрт не растави” |